# Цимошка
Цимошка (пол. Cimoszka) — колонія в Польщі, розташована в Підляському воєводстві, в Сокульському повіті, в гміні Янув. Місце народження (30 березня 1910) Юзефа Марцинкевича, польського математика та офіцера.
У 1975–1998 роках населений пункт адміністративно належав до Білостоцького воєводства.